# 錢嘉樂
錢嘉樂（英語：Chin Ka Lok，1965年8月6日—），香港男演員、動作指導及導演，無綫電視基本藝人合約藝員。是武打演員錢小豪胞弟，也是香港業餘賽車手。現代表香港動作特技演員公會擔任香港電影金像獎董事局董事。另外，錢嘉樂是左撇子。目前主要為電影擔任動作指導。

## 背景

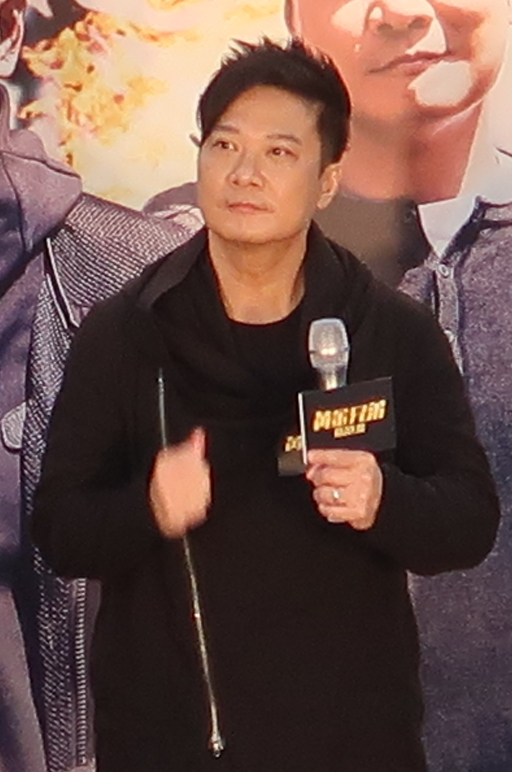
出席《黃金兄弟》宣傳活動

### 早年生活
錢嘉樂在香港北角健康邨出生和長大，有三姊二兄，其中一名胞兄錢嘉麟是電影幕後人員。父親在中環擺花街一帶附近開設古董裝箱搬運店舖。童年階段主要到屋邨後山位置玩金絲貓，或者與另一胞兄錢小豪跑到賽西湖游水。小學二年級時向樓下鄰居、1970-1980年代著名職業賽拳手冼林沃及其堂弟冼灝英學習大聖劈掛功夫。
錢嘉樂曾就讀高主教書院（小學部，小一至小二），小三至小五轉讀嶺南小學（沒有寄宿，低錢小豪一個年級），其中讀至小五時曾留級3次。基於他就讀的兩所學校均為英文小學，以致學習上力有不逮，其母親為他報讀一所位於中環的中文小學，如是他轉到聖公會基恩小學完成小學學業。後因成績不錯考入玫瑰崗學校，但只讀了中一課程一段短時間後由於不明白學校英語授課的內容而輟學，任職兩年散工，繼而被當時已加入3個月制邵氏武術訓練班的兄長引薦，參與其中成為學員，再成為龍虎武師，同期的學員計有谷軒昭。

### 事業發展
他於1979年至1983年初入行時先跟隨韓義生學做武術指導（日薪散工），在麗的電視及邵氏電影公司工作；1983年獲洪金寶賞識，成為洪家班當年最年輕的龍虎武師；然而在幕前演出不多。他曾經一直是劉德華在拍攝嘉禾電影公司電影時的御用替身，當演員初期獲洪金寶推薦拍攝電影《殭屍叔叔》。1984年參加過由無綫電視舉辦的街舞比賽，表演霹靂舞。至1988年與嘉禾電影簽了三年電影演員合約。
當錢嘉樂於1993年發覺在電影幕前的發展沒有太大起色，遂轉向電視界尋找出路。他其後於1996年獲曾志偉邀請代替陳小春在無綫電視《超級無敵獎門人》系列擔任「獎老」，搞笑本能被發掘始廣為人識，及後他多數以搞笑形象於無綫電視劇集和電影中亮相，也主持過一些格調輕鬆的綜藝節目。演出多部劇集，其出色演技深入民心，當中以《西遊記》的蜈蚣精玉書及《封神榜》的三眼仔楊戩最為突出。該時期的錢嘉樂已屆而立之年，心想嘗試執導電影的他在得到黃百鳴、爾冬陞等幕後製作人的支持下，於1997年執導了首部電影作品《最佳拍檔之醉街拍檔》。
2012年，錢嘉樂在《萬千星輝頒獎典禮2012》獲無綫電視頒發「傑出演員大獎」，肯定其在演藝圈中的貢獻及付出。同年憑《車手》與黃偉輝和吳海堂獲得台灣金馬獎「最佳動作設計」獎。而錢嘉樂的班底「錢家班」早在2000年代中期開始籌備。他在2004年拍攝《旺角黑夜》飛車特技場面時萌生了一個推廣有關特技文化方面的念頭，於是羅致一群喜歡玩汽車飄移的街頭青年專門負責參與飛車特技場口。漸漸地形成了現時的「錢家班」。

## 家庭生活
錢嘉樂已婚，其妻是香港藝人湯盈盈，他於2001年拍攝《封神榜》已對她產生喜感，2007年開始拍拖，2012年結婚。現時育有兩女。
2025年60歲生日會上，太太湯盈盈為他送上「樂悠咭」造型的生日蛋糕，好友佘詩曼化身「新聞女王」Man姐報導「蛋糕大戰」激烈戰況。

## 演出作品

### 電視劇（亞洲電視）
- 1983年：飛越擂台 飾 拳手（客串）

### 電視劇（無綫電視）
| 首播   | 節目名稱           | 角色           | 備註           |
| 1993年 | 原振俠             | 莫名           |                |
| 1995年 | 小李飛刀           | 阿飛           |                |
| 1996年 | 大刺客之呂四娘     | 了因           |                |
| 1996年 | 西遊記             | 玉書（蜈蚣精） |                |
| 1997年 | 刑事偵緝檔案III    | 曹向東         | 單元男主角     |
| 1998年 | 烈火雄心           | 吳大興         | 第四男主角     |
| 1999年 | 千里姻緣兜錯圈     | 樂文           | 第一男主角     |
| 1999年 | 騙中傳奇           | 顧井           | 第二男主角     |
| 1999年 | 人龍傳說           | 葉處/周處      | 第二男主角     |
| 2001年 | 封神榜             | 楊戩           |                |
| 2002年 | 無考不成冤家       | 歐陽守業       |                |
| 2003年 | 當四葉草碰上劍尖時 | 余志偉         |                |
| 2003年 | 花樣中年           | 陳炳基         | 第二男主角     |
| 2003年 | 富豪海灣非凡情緣   | 古董店老闆     | 客串           |
| 2005年 | 學警雄心           | 曲明昌（Ken）  | 配角           |
| 2005年 | 奇幻潮             | 死神           | 單元第二男主角 |
| 2006年 | 點指賊賊賊捉賊     | 練劍鋒         | 第二男主角     |
| 2007年 | 學警出更           | 曲明昌（Ken）  | 配角           |
| 2007年 | 歲月風雲           | 陳嘉樂         | 客串           |
| 2009年 | 王老虎搶親         | 王老虎         | 第一男主角     |
| 2011年 | Only You 只有您    | 劉小龍         | 單元男主角     |
| 2012年 | 巴不得媽媽...      | 莊家朗         | 第一男主角     |
| 2015年 | 拆局專家           | 司徒心平       | 第一男主角     |
| 2022年 | 青春本我           | 楊俊軒         | 客串           |

### 電視劇（香港電台電視部）
- 1998年：法門：第二十集 - 污點 （页面存档备份，存于） 飾 黃探員
- 2000年：性本善：第二十三集 - 阿蘭嫁阿瑞 （页面存档备份，存于） 飾 阿瑞

### 電視電影（無綫電視）
- 1994年：天涯追兇 飾 張立星
- 1995年：功夫特警 飾 任俊傑

### 電影
| - 1982年：八十二家房客 - 1982年：靚妹仔 飾 學生 - 1983年：A計劃 - 1983年：奇謀妙計五福星 - 1983年：樑上君子 - 1983年：滿天神佛 - 1984年：快餐車 - 1984年：神勇雙響炮 - 1984年：貓頭鷹與小飛象 - 1984年：等待黎明 - 1985年：冷血屠夫 - 1985年：智勇三寶 - 1985年：時來運轉 - 1985年：福星高照 - 1985年：夏日福星 - 1985年：龍的心 飾 特警隊成員 - 1986年：富貴列車 飾 保安隊隊員 - 1986年：執法先鋒 - 1987年：東方禿鷹 飾 阮小川 - 1987年：肝膽相照 - 1988年：群龍奪寶 飾 小明 - 1988年：殭屍叔叔 飾 嘉樂 - 1988年：小白兔對大烏龜 飾 黑幫手下 - 1988年：過埠新娘 - 1988年：飛龍猛將 - 1989年：急凍奇俠 - 1990年：衛斯理之霸王卸甲 飾 衛斯理 - 1991年：豪門夜宴 飾 賓客 - 1991年：密宗威龍 飾 黃教靈童 - 1992年：油尖少爺 - 1992年：淫妖豪情 - 1992年：黑道女霸王 - 1992年：霸道縱構 - 1992年：戰神傳說 - 1992年：虎膽六蛟龍 - 1992年：黃飛鴻系列之一代師 - 1992年：笑傲江湖二之東方不敗 飾 猿飛日月 - 1992年：漫畫神拳 飾 費玉書 - 1993年：獄鳳 - 1993年：霸海紅英 - 1993年：黃飛鴻之四：王者之風 飾 段天雷 - 1994年：少林英雄之方世玉洪熙官 飾 方世玉 - 1994年：醉拳2 飾 火生 | - 1994年：青蜂俠 - 1994年：新俏郎君 - 1994年：霹靂火 飾 賽車機械師 - 1994年：流氓社工 飾 十八 - 1995年：烈火戰車 飾 嘉樂 - 1995年：精武情緣 - 1995年：天子驕龍 - 1996年：悍匪 - 1996年：四個32A和一個香蕉少年 - 1997年：猛鬼通宵陪住你 飾 牙丫 - 1997年：自梳 飾 旺成 - 1997年：高度戒備 飾 陳國彪 - 1997年：陰陽路之我在你左右 - 1997年：對不起，多謝你 - 1997年：最佳拍檔之醉街拍檔 - 1997年：熱血最強 飾 劫匪 - 1998年：鬼骨場 - 1998年：一夜富貴 - 1998年：98古惑仔之龍爭虎鬥 飾 大頭仔(楊添) - 1998年：追蹤 - 1998年：陰陽路之升棺發財 飾 Rock - 1999年：陰差陽錯 - 1999年：真心話 - 1999年：鬼請你睇戲 飾 成龙 - 1999年：生人勿近之問米 - 1999年：四人幫之錢唔夠洗 飾 警員 - 1999年：小心警察 - 1999年：自殺前14天 飾 超市樂 - 1999年：陰陽路五之一見發財 - 1999年：我老豆唔係人 - 2000年：女男爵 飾 Sunny - 2000年：僱傭兵 飾 戴財旺 - 2000年：特技猛龍 - 2000年：勝者為王 飾 大頭仔（楊添） - 2000年：天下無敵掌門人 - 2001年：拳神 飾 鐵條 - 2001年：男歌女唱 飾 Tim - 2001年：古惑仔6勝者為王 飾 大頭仔（楊添） - 2001年：男人三十攪攪震 飾 彭Sir - 2001年：殺科 - 2001年：重裝警察 | - 2002年：無問題2 - 2003年：誘人犯罪 - 2003年：大丈夫 飾 咖啡店客人 - 2003年：非典人生 飾 子邦 - 2003年：少年阿虎 飾 洪海 - 2004年：旺角黑夜 飾 阿鬼 - 2004年：大阪撻一餐 飾 電視導演 - 2004年：這個阿爸真爆炸 飾 髮型屋惡男 - 2004年：笑太極 - 2004年：鑽石迷情 - 2004年：赤子拳王 - 2004年：誓不低頭 飾 咖喱 - 2005年：後備甜心 飾 大塊頭 - 2005年：神經俠侶 飾 嘉樂 - 2005年：千杯不醉 飾 熊哥 - 2005年：野蠻秘笈 - 2005年：早熟 飾 雷鍵的檢控官徒弟 - 2005年：AV 飾 動作指導 - 2005年：誓不罷休 - 2005年：情迷烏賊 - 2006年：純白的聲音 飾 電影演員 - 2006年：打雀英雄傳 飾 飛龍 - 2006年：談談情、說說性 - 2006年：死心不息 - 2007年：七擒七縱七色狼 飾 杜理文 - 2007年：色，戒 飾 曹德禧（副官） - 2007年：醒獅 - 2007年：僵屍獎門人 - 2009年：殺人犯 飾 陳安哲 - 2009年：新宿事件 飾 香港仔 - 2010年：李小龍 飾 石堅 - 2010年：72家租客 - 2010年：財緣萬歲 - 2012年：消失的子彈 飾 吳忠國 - 2012年：寒战 飾 徐永基 - 2012年：2012我愛HK喜上加囍 飾 市民 - 2014年：金雞SSS 飾 陳先生 - 2014年：分手100次 飾 丈夫 - 2014年：竊聽風雲3 飾 陸永遠 - 2015年：陀地驅魔人 飾 四川能讓大法師 - 2016年：辣警霸王花 飾 大頭仔 - 2018年：黃金兄弟 飾 淡定 - 2022年：深宵閃避球 - 2023年：金手指 - 2025年：緝盜(網絡電影)飾 坤SIR - 2025年：終極拯救(網絡電影) |

### 舞台劇
- 2001年：獎門人絕對舞台Super Show
- 2020年：今晚打老虎

### 節目主持 （TVB）
| 首播                | 節目名                               | 備註                                     |
| 1996-2013年，2022年 | 獎門人系列                           | 擔任 獎老                                |
| 1996年              | 奇程萬里 塞內加爾篇                  |                                          |
| 1996年              | 超級無敵之旅                         |                                          |
| 1996年              | 為食到泰國                           |                                          |
| 1997年              | 廣告大贏家                           |                                          |
| 1997年              | 回到未紅時                           |                                          |
| 1998年              | WAKU WAKU 動物又再瘋狂               |                                          |
| 1999年              | We Miss Hong Kong香港小姐競選準決賽  |                                          |
| 1999年              | We Miss Hong Kong香港小姐競選決賽    |                                          |
| 2003年              | 康泰3S系列：韓國加倍開心之旅         |                                          |
| 2004年              | 爭金奪標 GET SET GO                  |                                          |
| 2006年              | 全講風山水起                         |                                          |
| 2006年              | 15/16（星級特別版）                  |                                          |
| 2006年              | （2017年透過大台網首次播映）：囍趣台 |                                          |
| 2008年              | 宜室宜居有辦法                       |                                          |
| 2008年              | 光影流情（第2輯）                    |                                          |
| 2009年              | 星星同學會                           |                                          |
| 2010年              | 宜室宜居有辦法                       |                                          |
| 2012年              | 五覺大戰                             |                                          |
| 2014年              | 快乐联盟                             |                                          |
| 2015年              | 超強選擇1分鐘                        |                                          |
| 2015年              | 宜室宜居有辦法                       |                                          |
| 2016年              | 我愛香港                             |                                          |
| 2020年              | 飛虎同學會                           |                                          |
| 2021年              | 盛·舞者                              | 與陳凱詠、MC FatJoe合作主持              |
| 2021年              | We Miss Hong Kong香港小姐競選準決賽  | 與周嘉洛、吳偉豪、丁子朗、黃庭鋒合作主持 |
| 2021年              | 2021香港小姐競選決賽                 | 與鄭裕玲、陳凱琳、丁子朗、周嘉洛合作主持 |
| 2022年              | 講你都唔信                           | 與曾志偉、林秀怡合作主持                 |
| 2022年              | The Show Must Go On                  | 與馮盈盈合作主持                         |
| 2023年              | 獎門人Happy Summer感謝祭             |                                          |
| 2023年              | 龍虎武師                             |                                          |
| 2023年              | 獎門人中秋感謝祭                     |                                          |
| 2023年              | 獎門人Halloween感謝祭                |                                          |
| 2023年              | 獎門人台慶感謝祭                     |                                          |
| 2023年              | 獎門人聖誕感謝祭                     |                                          |
| 2024年              | 獎門人春節感謝祭                     |                                          |
| 2024年              | 獎門人元宵感謝祭                     |                                          |
| 2024年              | 獎門人Happy Easter感謝祭             |                                          |
| 2024年              | 獎門人HUG HUG媽咪感謝祭              |                                          |
| 2024年              | 獎門人感謝祭終極篇                   |                                          |
| 2024年              | 大師兄開學感謝祭                     |                                          |
| 2024年              | 大師兄中秋感謝祭                     |                                          |
| 2024年              | 大師兄開心嘩鬼感謝祭                 |                                          |

### 配音
- 2005年：變相怪B 聲演 蠱惑之神
- 2006年：沖出水世界 聲演 阿強（Spike）
- 2009年：機器俠 聲演 徐大春

### 音樂錄像
- 2013年：《消失的光陰》
- 2018年：《一起衝一起闖》

### 政府宣傳片
- 2019年：土木工程拓展署 保養斜坡 保障生命

## 動作指導作品
| - 1984年：快餐車 - 1985年：夏日福星 - 1988年：亡命鴛鴦 - 1988年：神探父子兵 - 1988年：急冻奇侠 - 1989年：不脫襪的人 - 1990年：衰鬼撬牆腳 - 1990年：表姐你好嘢 - 1992年：蠍子戰士 - 1994年：點指兵兵之青年幹探 - 1995年：冇面俾 - 1995年：公僕II - 1996年：孟波 - 1996年：第八宗罪 - 1996年：悍匪 - 1997年：97家有喜事 - 1997年：最佳拍檔之醉街拍檔 - 1997年：熱血最強 - 1997年：G4特工 - 1998年：98古惑仔之龍爭虎鬥 - 1998年：非常警察 | - 2002年：無問題2 - 2003年：少年阿虎 - 2004年：赤子拳王 - 2004年：旺角黑夜 - 2005年：猛龙 - 2005年：千杯不醉 - 2005年：早熟 - 2005年：AV - 2007年：兄弟 - 2007年：擊情歲月 - 2007年：鐵三角 - 2007年：門徒 - 2007年：色，戒 - 2009年：新宿事件 - 2009年：殺人犯 - 2009年：Laughing Gor之变节 - 2010年：线人 - 2010年：鎗王之王 - 2010年：火龍 - 2010年：李小龍 | - 2010年：一路有你 - 2010年：維多利亞壹號 - 2011年：逆戰 - 2011年：大武生 - 2012年：車手 - 2012年：寒战 - 2013年：风暴 - 2013年：控城計 - 2015年：暴疯语 - 2015年：赤道 - 2015年：港囧 - 2016年：寒戰II - 2016年：使徒行者 - 2016年：刑警兄弟 - 2018年：黃金兄弟 - 2019年：使徒行者2諜影行動 - 2019年：催眠·裁決 - 2023年：金手指 |

## 導演作品
助理指導
- 1986年：皇家戰士
- 1987年：東方禿鷹
- 1988年：鬼猛腳
- 1988年：群龍奪寶
- 1988年：殭屍叔叔
- 1988年：過埠新娘
- 1989年：師姐大晒
- 1992年：戰神傳說
- 1993年：射鵰英雄傳之東成西就

導演
- 1997年：最佳拍檔之醉街拍檔
- 2003年：無問題2
- 2007年：Nissan 350z "十分鐘" 錢嘉樂 官恩娜
- 2018年：黃金兄弟

## 唱片
- 2013年：《消失的光陰》（寰亞唱片）

## 歌曲
- 2008年：〈鐵甲無敵獎門人〉（節目《鐵甲無敵獎門人》主題曲，與曾志偉、阮兆祥、王祖藍合唱）
- 2009年：〈合法搶親〉（劇集《王老虎搶親》主題曲，與陳鍵鋒、王祖藍合唱）
- 2010年：〈超級遊戲獎門人〉（節目《超級遊戲獎門人》主題曲，與曾志偉、金剛、江欣燕、王志安 合唱）
- 2018年：〈一起衝一起闖〉（電影《黃金兄弟》主題曲，與鄭伊健、陳小春、謝天華、林曉峰合唱）

## 獎項

### 萬千星輝頒獎典禮
| 年份   | 頒獎典禮             | 獎項                       | 節目               | 結果                                     |
| 1998年 | 萬千星輝頒獎典禮1998 | 我最喜愛的拍擋（非戲劇組） | 《天下無敵獎門人》 | 獲獎                                     |
| 1998年 | 萬千星輝頒獎典禮1998 | 螢幕大躍進獎（非戲劇組）   | 不適用             | 獲獎                                     |
| 1999年 | 萬千星輝頒獎典禮1999 | 我最喜愛的拍擋（非戲劇組） | 《天下無敵獎門人》 | 獲獎                                     |
| 2001年 | 萬千星輝頒獎典禮2001 | 我最喜愛的拍擋（非戲劇組） | 《宇宙無敵獎門人》 | 獲獎                                     |
| 2004年 | 萬千星輝頒獎典禮2004 | 我最喜愛的拍擋（非戲劇組） | 《繼續無敵獎門人》 | 獲獎                                     |
| 2009年 | 萬千星輝頒獎典禮2009 | 最佳節目主持               | 《鐵甲無敵獎門人》 | 獲獎（與曾志偉、阮兆祥、王祖藍共同奪得） |
| 2012年 | 萬千星輝頒獎典禮2012 | 傑出演員大獎               | 不適用             | 獲獎                                     |

### 香港電影金像獎
| 年份   | 頒獎典禮             | 獎項         | 節目                    | 結果 |
| 1990年 | 第9屆香港電影金像獎  | 最佳動作指導 | 《急凍奇俠》            | 提名 |
| 1996年 | 第15屆香港電影金像獎 | 最佳男配角   | 《烈火戰車》            | 提名 |
| 2004年 | 第23屆香港電影金像獎 | 最佳動作設計 | 《少年阿虎》            | 提名 |
| 2005年 | 第24屆香港電影金像獎 | 最佳動作設計 | 《旺角黑夜》            | 提名 |
| 2008年 | 第27屆香港電影金像獎 | 最佳動作設計 | 《門徒》                | 提名 |
| 2010年 | 第29屆香港電影金像獎 | 最佳動作設計 | 《新宿事件》            | 提名 |
| 2013年 | 第32屆香港電影金像獎 | 最佳動作設計 | 《車手》                | 提名 |
| 2013年 | 第32屆香港電影金像獎 | 最佳動作設計 | 《逆戰》                | 提名 |
| 2013年 | 第32屆香港電影金像獎 | 最佳動作設計 | 《寒戰》                | 提名 |
| 2014年 | 第33屆香港電影金像獎 | 最佳動作設計 | 《風暴》                | 提名 |
| 2016年 | 第35屆香港電影金像獎 | 最佳動作設計 | 《赤道》                | 提名 |
| 2017年 | 第36屆香港電影金像獎 | 最佳動作設計 | 《寒戰II》              | 提名 |
| 2019年 | 第38屆香港電影金像獎 | 最佳動作設計 | 《黃金兄弟》            | 提名 |
| 2020年 | 第39屆香港電影金像獎 | 最佳動作設計 | 《使徒行者2：諜影行動》 | 提名 |
| 2024年 | 第42屆香港電影金像獎 | 最佳動作設計 | 《潛行》                | 提名 |

### 香港電影金紫荊獎
| 年份   | 頒獎典禮              | 獎項       | 影片         | 結果 |
| 1996年 | 第1屆香港電影金紫荊獎 | 最佳男配角 | 《烈火戰車》 | 獲獎 |

### 金馬獎
| 年份   | 頒獎典禮     | 獎項         | 影片                    | 結果                             |
| 2004年 | 第41屆金馬獎 | 最佳動作設計 | 《旺角黑夜》            | 提名                             |
| 2011年 | 第48屆金馬獎 | 最佳動作設計 | 《李小龍 (2010年電影)》 | 提名                             |
| 2012年 | 第49屆金馬獎 | 最佳動作設計 | 《車手》                | 獲獎（與吳海堂、黃偉輝共同奪得） |
| 2016年 | 第53屆金馬獎 | 最佳動作設計 | 《寒戰II》              | 提名                             |

## 外部連結
- 錢嘉莊 - 錢嘉樂網站 Website of Chin Ka Lok （页面存档备份，存于）
- 錢嘉樂的新浪微博
- 錢嘉樂在香港影庫上的簡介
- 錢嘉樂在互联网电影资料库（IMDb）上的資料（英文）
- 在AllMovie上錢嘉樂的頁面（英文）
- 錢嘉樂在豆瓣上的资料（简体中文）
- 錢嘉樂在时光网上的簡介（简体中文）